# Coppa Intercontinentale di skeleton 2011
La Coppa Intercontinentale di skeleton 2011 è stata la quarta edizione del circuito mondiale di secondo livello dello skeleton, manifestazione organizzata dalla Federazione Internazionale di Bob e Skeleton; è iniziata il 27 novembre 2010 a Winterberg, in Germania, e si è conclusa il 28 gennaio 2011 a Lake Placid, negli Stati Uniti. Vennero disputate sedici gare: otto per le donne e altrettante per gli uomini in cinque differenti località.
Vincitori dei trofei, conferiti agli atleti classificatisi per primi nel circuito, sono stati la tedesca Sophia Griebel nel singolo femminile, e il connazionale David Lingmann in quello maschile.

## Calendario
| Località    | Data                | Donne | Uomini |
| ----------- | ------------------- | ----- | ------ |
| Winterberg  | 27 novembre 2010    | ●     | ●      |
| Altenberg   | 4 dicembre 2010     | ●     | ●      |
| La Plagne   | 11–12 dicembre 2010 | ●●    | ●●     |
| Whistler    | 20–21 gennaio 2011  | ●●    | ●●     |
| Lake Placid | 27–28 gennaio 2011  | ●●    | ●●     |
| Totale      | Totale              | 8     | 8      |

## Risultati

### Donne
| Data             | Località    | Prime classificate                              | Seconde classificate    | Terze classificate                |
| ---------------- | ----------- | ----------------------------------------------- | ----------------------- | --------------------------------- |
| 27 novembre 2010 | Winterberg  | Sophia Griebel Germania                         | Lena Joch Germania      | Darla Deschamps-Montgomery Canada |
| 4 dicembre 2010  | Altenberg   | Sophia Griebel Germania                         | Lena Joch Germania      | Darla Deschamps-Montgomery Canada |
| 11 dicembre 2010 | La Plagne   | Darla Deschamps-Montgomery Canada               | Sophia Griebel Germania | Michelle Kelly Canada             |
| 12 dicembre 2010 | La Plagne   | Darla Deschamps-Montgomery Canada               | Sophia Griebel Germania | Michelle Kelly Canada             |
| 20 gennaio 2011  | Whistler    | Sarah Reid Canada                               | Sophia Griebel Germania | Katie Uhlaender Stati Uniti       |
| 21 gennaio 2011  | Whistler    | Sarah Reid Canada                               | Sophia Griebel Germania | Micaela Widmer Canada             |
| 27 gennaio 2011  | Lake Placid | Sarah Reid Canada                               | Sophia Griebel Germania | Michelle Kelly Canada             |
| 28 gennaio 2011  | Lake Placid | Sophia Griebel Germania e Michelle Kelly Canada | non assegnato           | Kimber Gabrysak Stati Uniti       |

### Uomini
| Data             | Località    | Primi classificati         | Secondi classificati       | Terzi classificati         |
| ---------------- | ----------- | -------------------------- | -------------------------- | -------------------------- |
| 27 novembre 2010 | Winterberg  | Alexander Gassner Germania | Kyle Tress Stati Uniti     | Pascal Oswald Svizzera     |
| 4 dicembre 2010  | Altenberg   | Alexander Kröckel Germania | Alexander Gassner Germania | David Lingmann Germania    |
| 11 dicembre 2010 | La Plagne   | David Lingmann Germania    | Alexander Kröckel Germania | Andy Wood Regno Unito      |
| 12 dicembre 2010 | La Plagne   | David Lingmann Germania    | Alexander Kröckel Germania | Andy Wood Regno Unito      |
| 20 gennaio 2011  | Whistler    | Alexander Kröckel Germania | Alexander Gassner Germania | Charles Wlodarczak Canada  |
| 21 gennaio 2011  | Whistler    | Alexander Gassner Germania | David Lingmann Germania    | Alexander Kröckel Germania |
| 27 gennaio 2011  | Lake Placid | Adam Pengilly Regno Unito  | David Lingmann Germania    | Luke Schulz Stati Uniti    |
| 28 gennaio 2011  | Lake Placid | Adam Pengilly Regno Unito  | Caleb Smith Stati Uniti    | Alexander Gassner Germania |

## Classifiche

### Donne
| Pos. | Nome atleta                | Nazione     | WIN | ALT | LAP-1 | LAP-2 | WHI-1 | WHI-2 | LAK-1 | LAK-2 | Totale |
| ---- | -------------------------- | ----------- | --- | --- | ----- | ----- | ----- | ----- | ----- | ----- | ------ |
| 1    | Sophia Griebel             | Germania    | 1   | 1   | 2     | 2     | 2     | 2     | 2     | 1     | 910    |
| 2    | Michelle Kelly             | Canada      | 4   | 6   | 3     | 3     | 6     | 4     | 3     | 1     | 794    |
| 3    | Lena Joch                  | Germania    | 2   | 2   | 5     | 5     | 7     | 8     | 13    | 12    | 692    |
| 4    | Micaela Widmer             | Canada      | 9   | 8   | 10    | 10    | 5     | 3     | 7     | 5     | 670    |
| 5    | Sarah Elisabeth Sydney     | Regno Unito | 8   | 11  | 11    | 11    | 9     | 7     | 9     | 8     | 600    |
| 6    | Elena Judina               | Russia      | 6   | 5   | 7     | 6     | 4     | 6     | -     | -     | 536    |
| 7    | Sarah Reid                 | Canada      | -   | -   | -     | -     | 1     | 1     | 1     | 4     | 456    |
| 8    | Darla Deschamps-Montgomery | Canada      | 3   | 3   | 1     | 1     | -     | -     | -     | -     | 444    |
| 9    | Ol'ga Nikandrova           | Russia      | 17  | 12  | 9     | 9     | 10    | 10    | -     | -     | 404    |
| 10   | Kathleen Lorenz            | Regno Unito | 5   | 4   | 4     | -     | -     | -     | -     | -     | 380    |

### Uomini
| Pos. | Nome atleta            | Nazione     | WIN | ALT | LAP-1 | LAP-2 | WHI-1 | WHI-2 | LAK-1 | LAK-2 | Totale |
| ---- | ---------------------- | ----------- | --- | --- | ----- | ----- | ----- | ----- | ----- | ----- | ------ |
| 1    | David Lingmann         | Germania    | 4   | 3   | 1     | 1     | 4     | 2     | 2     | 6     | 842    |
| 2    | Alexander Gassner      | Germania    | 1   | 2   | 4     | 5     | 2     | 1     | 5     | 3     | 842    |
| 3    | Alexander Kröckel      | Germania    | 15  | 1   | 2     | 2     | 1     | 3     | 7     | DNS   | 698    |
| 4    | Caleb Smith            | Stati Uniti | 11  | 9   | 6     | 8     | 8     | 9     | 4     | 2     | 674    |
| 5    | Dominic Edward Parsons | Regno Unito | 12  | 8   | 13    | 6     | 6     | 10    | 8     | 4     | 628    |
| 6    | Charles Wlodarczak     | Canada      | 7   | 12  | 6     | 7     | 3     | 6     | 15    | 14    | 618    |
| 7    | Robert Derman          | Canada      | 15  | 13  | 10    | 9     | 7     | 5     | 6     | 8     | 604    |
| 8    | Maurizio Oioli         | Italia      | 14  | 6   | 9     | 12    | 10    | 8     | 11    | 7     | 588    |
| 9    | Luke Schulz            | Stati Uniti | 8   | 11  | 12    | 11    | 14    | 18    | 3     | 5     | 570    |
| 10   | David Michael Swift    | Regno Unito | 10  | 10  | 11    | 14    | 11    | 16    | 9     | 9     | 536    |